# Talanites tibialis
Talanites tibialis är en spindelart som beskrevs av Lodovico di Caporiacco 1934. Talanites tibialis ingår i släktet Talanites och familjen plattbuksspindlar. Inga underarter finns listade i Catalogue of Life.